# Hans Harnys
Hans Harnys (* 11. Dezember 1894 in Altzülz; † 4. Juni 1981) war ein nationalsozialistischer Funktionsträger.
Hans Harnys trat zum 1. April 1931 in die NSDAP ein (Mitgliedsnummer 503.299) und schloss sich auch der SS an (SS-Nummer 11.992). 1932 wurde er Sturmbannführer. 1933 erfolgte seine Ernennung zum SS-Standartenführer und am 20. April 1934 wurde er zum SS-Oberführer befördert. Sein letzter Dienstrang in der SS war Brigadeführer. Dieser Titel wurde ihm am 30. Januar 1942 verliehen.
Er war von 1932 bis 1934 Kommandant der 23. SS-Standarte Oberschlesien, anschließend kommandierte er bis 1935 den SS-Abschnitt XII, bevor er zum SS-Abschnitt XVI wechselte. 1937 wurde Harnys Inspekteur der Stammabteilung Fulda-Werra und war von 1942 bis zum Ende des Zweiten Weltkrieges Kommandeur des SS-Abschnitts XXVII (Fulda-Werra) mit Dienstsitz in Weimar.

## Ehrungen (Auswahl)
- Totenkopfring der SS